# Laguna Inka Coya
La laguna Inka Coya también conocida como laguna Chiu Chiu, se encuentra ubicada al norte de Chile, Región de Antofagasta, 6 km a oriente de la localidad de Chiu Chiu, corona la belleza de uno de los poblados más emblemáticos de la cultura atacameña. Su forma de óvalo asimétrico tiene una superficie de 1,30 hectáreas, su agua es dulce y se encuentra rodeada de una variada fauna y flora Xerofítica. Su simple existencia es todo un misterio para científicos e investigadores, quienes afirman que es alimentada por aguas subterráneas provenientes del Río Loa que desembocan por medio de napas (similares a las del río más largo de Chile) en el Río Salado, ubicado en la misma zona. Lugareños le atribuyen erróneamente la particularidad de no tener fondo.

## Hidrografía
Tiene un diámetro de aproximadamente 50 m y una profundidad de por lo menos 20 m. Algunos suponen que pudo haberse formado por el quiebre de una capa de yeso durante el Pleistoceno.

## Leyenda
Colque-Coillur era la más hermosa de las Ñustas, su dulzura y candidez conquistaron al Inca Atahualpa Yupanqui, quien había llegado a las bellas tierras chiuchiuanas.
Una promesa de su amado convenció a la joven y le ofrendó la más preciada piedra de su ser, su vientre acuñó a un niño. Luego una traición de Atahualpa hizo que la princesa Colque-Coillur se sumergiera en las aguas de la laguna junto a su niño y nunca más se supo de ella. Aunque intrépidos y experimentados nadadores buscaron a la dolida ñusta, no lograron hallarla, atribuyendo su desaparición a que aquella laguna no tenía fondo. Fue por la tragedia que se le denominó Inca Coya, que significa esposa del Inca o la nena del inca".